# Ginástica de trampolim nos Jogos Olímpicos de Verão de 2020 - Feminino
A competição feminina da ginástica de trampolim nos Jogos Olímpicos de Verão de 2020 ocorreu em 30 de julho de 2021 no Centro de Ginástica de Ariake, em Tóquio. Um total de 16 ginastas de 11 Comitês Olímpicos Nacionais (CON) participaram do evento.

## Qualificação
Um total de 16 vagas estavam disponíveis para a competição feminina da ginástica de trampolim. Seis vagas foram atribuídas durante o Campeonato Mundial de 2019, sendo que apenas uma ginasta por Comitê Olímpico Nacional (CON) poderia se classificar. Outras oito vagas foram destinadas as melhores ginastas classificadas nas etapas da Copa do Mundo entre 2019 e 2021.
Uma vaga continental foi distribuída, ficando com o Egito (África), sendo que as vagas para os demais continentes não precisaram ser utilizadas. Como o Japão já tinha um lugar assegurado, a vaga como representante do país sede foi realocada para o Canadá.

## Formato
A competição consistiu de um fase qualificatória e uma final. Na qualificatória, cada ginasta realiza dois exercícios e a soma contabiliza para a pontuação, com as oito melhores avançando para a final. Na final, um único exercício é realizado, sendo avaliado questões de dificuldade, execução e tempo de voo para determinar a pontuação final.

## Calendário
Todos os horários estão no horário padrão do Japão (UTC+9)
| Data        | Horário | Rodada         |
| ----------- | ------- | -------------- |
| 30 de julho | 13:00   | Qualificatória |
| 30 de julho | 14:50   | Final          |

## Medalhistas
| Ouro   | CHN Zhu Xueying  |
| Prata  | CHN Liu Lingling |
| Bronze | GBR Bryony Page  |

## Resultados

### Qualificação
Disputada às 13:00 locais, as oito melhores ginastas se classificam para a final.
| Pos. | Ginasta             | CON                | 1ª rotina | 2ª rotina | Total   | Notas |
| ---- | ------------------- | ------------------ | --------- | --------- | ------- | ----- |
| 1    | Liu Lingling        | CHN China          | 50.155    | 55.315    | 105.470 | Q     |
| 2    | Zhu Xueying         | CHN China          | 49.755    | 55.545    | 105.300 | Q     |
| 3    | Bryony Page         | GBR Grã-Bretanha   | 48.850    | 55.810    | 104.660 | Q     |
| 4    | Rosannagh MacLennan | CAN Canadá         | 48.840    | 55.595    | 104.435 | Q     |
| 5    | Megu Uyama          | JPN Japão          | 48.705    | 54.880    | 103.585 | Q     |
| 6    | Susana Kochesok     | ROC                | 47.870    | 54.920    | 102.790 | Q     |
| 7    | Nicole Ahsinger     | USA Estados Unidos | 48.325    | 53.785    | 102.110 | Q     |
| 8    | Dafne Navarro       | MEX México         | 46.685    | 53.165    | 99.850  | Q     |
| 9    | Malak Hamza         | EGY Egito          | 45.225    | 49.495    | 94.720  | R1    |
| 10   | Maddie Davidson     | NZL Nova Zelândia  | 47.870    | 45.540    | 93.140  | R2    |
| 11   | Iana Lebedeva       | ROC                | 48.615    | 23.190    | 71.805  |       |
| 12   | Léa Labrousse       | FRA França         | 14.015    | 54.070    | 68.085  |       |
| 13   | Hikaru Mori         | JPN Japão          | 47.350    | 16.425    | 63.775  |       |
| 14   | Samantha Smith      | CAN Canadá         | 48.335    | 11.210    | 59.545  |       |
| 15   | Laura Gallagher     | GBR Grã-Bretanha   | 47.235    | 6.100     | 53.335  |       |
| 16   | Jessica Pickering   | AUS Austrália      | 17.840    | 16.350    | 34.190  |       |

### Final
Disputada às 14:50 locais, as melhores ginastas ao final de uma rotina única garantiram as medalhas.
| Pos.              | Ginasta                 | Nota D | Nota E | Nota H | Nota T | Pen. | Total  |
| ----------------- | ----------------------- | ------ | ------ | ------ | ------ | ---- | ------ |
| Medalha de ouro   | CHN Zhu Xueying         | 15.000 | 16.800 | 9.400  | 15.435 |      | 56.635 |
| Medalha de prata  | CHN Liu Lingling        | 15.000 | 16.000 | 9.100  | 16.250 |      | 56.350 |
| Medalha de bronze | GBR Bryony Page         | 15.000 | 15.800 | 9.400  | 15.535 |      | 55.735 |
| 4                 | CAN Rosannagh MacLennan | 14.900 | 15.600 | 9.200  | 15.760 |      | 55.460 |
| 5                 | JPN Megu Uyama          | 14.000 | 16.000 | 9.300  | 15.355 |      | 54.655 |
| 6                 | USA Nicole Ahsinger     | 14.300 | 15.300 | 9.300  | 15.450 |      | 54.350 |
| 7                 | ROC Susana Kochesok     | 14.400 | 15.300 | 9.000  | 15.590 |      | 54.290 |
| 8                 | MEX Dafne Navarro       | 12.800 | 13.900 | 8.000  | 13.645 |      | 48.345 |